# Копанчук, Елена Евгеньевна
Елена Евгеньевна Копанчук (укр. Копанчук Олена Євгенівна; род. 1 ноября 1978, Львов) — украинский политик, адвокат, основатель и руководитель адвокатского объединения «Копанчук и партнеры». Народный депутат Украины IX созыва.

## Биография
Родилась 1 ноября 1978 года в городе Львов Украинской ССР. В 1994 году завершила обучение в школе№ 96 города Львова. В дальнейшем получала высшее образование в Подольском государственном университете . В 2007 году окончила Львовский национальный университет имени Ивана Франко. В 2015 году окончила обучение в Национальной академии государственного управления при президенте Украины.
С 1997 по 2000 годы работала бухгалтером на различных предприятиях. С 2000 по 2004 годы — бухгалтер акционерного банка «Укоопсоюз». С 2004 по 2008 годы работала главным бухгалтером ЗАО «Автопредприятие 2261».
С 2007 года занималась предпринимательской деятельностью, зарегистрирована физическим лицом-предпринимателем в городе Хмельницком.
С 2011 по 2018 годы — адвокат.
С 2018 года главный партнёр адвокатского объединения.
Копанчук замужем, у неё есть сын — Дмитрий Копанчук 2001 года рождения.

## Политическая деятельность
Кандидат и победитель от партии «Слуга народа» в народные депутаты IX созыва (избирательный округ № 189, Хмельницкая область). С 29 августа 2019 года член фракции партии «Слуга народа».
Заместитель председателя бюджетного Комитета Верховной Рады.
Беспартийная.

## Происшествия
Сын народного депутата Дмитрий Копанчук, который являлся депутатом горсовета в Рудках, на фоне всеобщей мобилизации в Украине, покинул страну в январе 2023 года под предлогом сопровождения отца-инвалида. Позже, отец Владимир Копанчук вернулся в Украину, а Дмитрий в страну так и не въезжал. 10 августа 2023 года Дмитрий Копанчук написал заявление о сложении депутатского мандата, которое переслал по почте.